# コンピテンシー
コンピテンシー（英: competency）とは、企業などで人材の活用に用いられる手法で、好業績者として優れた成果を創出する個人の能力及び行動特性などと訳されている。

## 概要
アメリカ合衆国国務省は、職員採用を学歴やIQテストなどの指標を用いて選抜しているにも関わらず、職務能力の発揮には大きな個人差が生じるという点に着目。ハーバード大学のデビッド・マクレランド教授（心理学）に依頼し、1973年からMcBer社とともに学歴や知能レベルが同等の外交官に業績の差が出るのはなぜかを研究。知識、技術、人間の根源的特性を含む広い概念として発表した。
コンピテンシー（competency）の定義としては従来、単に行動ディメンション、基準、特性、行動傾向を指すにすぎなかったが、ボヤティズ（Boyatiz,1982）によって次のように定義された。「コンピテンシーとは、組織の置かれた環境と職務上の要請を埋め合わせる行動に結びつく個人特性としてのキャパシティ、あるいは、強く要請された結果をもたらすものである」。また、「コンピテンシーとは、職務や役割における効果的ないしは優れた行動に結果的に結びつく個人特性である」とするEvarts(1987)の定義もある。
1990年代にアメリカで人材活用の場に取り入れられた。日本では近年の能力成果主義の導入とともに取り入れられるようになった。ただし、これは、日本での通説であるが、異論も多い。
職種別に高い業績を上げている従業員の行動特性を分析し、その行動特性をモデル化した評価基準とし、従業員を評価することで、従業員全体の質の向上を図ることを目的とする。企業などの人事考課や人材育成に活用される。従来の日本型の人材評価は「協調性」「積極性」「規律性」「責任性」などから構成され、従業員の潜在的・顕在的能力を中心に評価していた。ただ、能力が高いことが成果とつながるわけではなく、評価と会社への貢献度がリンクしないことがしばしばであった。一方で、コンピテンシーは「親密性」「傾聴力」「ムードメーカー」「計数処理能力」「論理思考」など、具体的な行動現象形態で評価する。そのために評価と会社への貢献度がリンクしやすくなる。
その一方で、高い業績を上げていても行動モデルとの乖離度が高いが故に、低い評価をされるという弊害も存在する。
また、評価基準が曖昧であったり、評価主体が恣意的な評価を行うことも容易で、例えば「嫌いな部下に低い評価を付ける」こともできる。
そのため、評価客体における納得度は低い場合が多く、モチベーションを下げ、優秀な人材の流出という事態も招いている。
人件費抑制やリストラの大義名分を得るための手段として用いられることもある。
また、米国ではコンピテンシーと採用選考が結び付けられて議論されることが多く、コンピテンシーを人材採用に活用した「コンピテンシー採用」というものもある。しかし、コンピテンシー採用は面接官の高いインタビュースキル（BEI：Behavioral Event Interview）が必要であり、一般的とはいえない。